# دلیشا میلتون-جونز
دلیشا میلتون-جونز (انگلیسی: DeLisha Milton-Jones؛ زادهٔ ۱۱ سپتامبر ۱۹۷۴) بازیکن بسکتبال اهل ایالات متحده آمریکا بود.
از باشگاه‌هایی که در آن بازی کرده‌است می‌توان به آتلانتا دریم اشاره کرد.
وی در مسابقات کشوری و بین‌المللی در مجموع برندهٔ ۵ مدال طلا، ۱ مدال برنز شده‌است.